# Bæredygtig energi
 Ikke at forveksle med Vedvarende energi.
 "Grøn Energi" omdirigeres hertil. For andre betydninger af Grøn Energi, se Grøn Energi (tænketank).
Bæredygtig energi, også ofte omtalt som grøn energi, er det at anvende energi på en måde som "møder nutidens behov uden at kompromittere fremtidige generationers evne til at møde deres egne behov."
At møde verdens behov for elektricitet, opvarmning, nedkøring og kraft til transport på en bæredygtig måde betragtes bredt som værende en afmenneskehedens største udfordringer i det 21. århundrede. På verdensplan er der næsten en milliard mennesker, som mangler adgang til elektricitet, og omkring 3 milliarder mennesker er afhængige af varmekilder der afgiver CO2 såsom træ, trækul eller gødning for at kunne tilberede mad. Disse brændstoffer er, sammen med fossile brændstoffer, en stor årsag til luftforurening som koster omkring 7 millioner mennesker livet hvert år.
Når man taler om metoder til at producere energi anvendes begrebet "bæredygtig energi" ofte synonymt med begrebet "vedvarende energi". Som hovedregel betragtes vedvarende energikilder såsom solenergi, vindenergi og vandenergi som bæredygtige. Visse projekter til produktion af vedvarende energi, såsom rydning af skove til produktion af biobrændsel, kan dog skade miljøet i en grad sammenlignelig med fossile brændstoffer, og betragtes derfor ikke som bæredygtige. Omvendt betragtes atomkraft ikke som en vedvarende energikilde, men dens bæredygtighed er stærkt omdiskuteret.